# Silnice I/56
Die Silnice I/56 (tschechisch für: „Straße I. Klasse 56“) ist eine tschechische Staatsstraße (Straße I. Klasse).

## Verlauf
Die Straße beginnt am nördlichen Stadtrand der Stadt Opava (Troppau) an der Silnice I/46, verläuft von dort in östlicher Richtung über Kravaře ve Slezsku (Deutsch-Krawarn) und Hlučín (Hultschin) –  wo sie ab der Jasénkabrücke bis Petřkovice über die Trasse der ehemaligen Bahnstrecke Kravaře ve Slezsku–Chałupki führt –, wendet sich nach Süden, kreuzt die Autobahn Dálnice 1 bei der Anschlussstelle (exit) 261, durchquert, jetzt vierstreifig ausgebaut, die Stadt Ostrava (Ostrau), kreuzt die Silnice I/11, wird bei Ostrava-Hrabova (Anschlussstelle (exit) 39) zur Autobahn Dálnice 56 und setzt sich als solche derzeit bis zur Anschlussstelle (exit) 51 in Frýdek-Místek (Friedeck-Mistek) fort, von dort wieder als Silnice I/56, kreuzt die bereits teilweise als Autobahn ausgebaute Dálnice 48/Silnice I/48, und setzt sich, dem Lauf der Ostrawitza aufwärts folgend,  weiter in südlicher Richtung über Frýdlant nad Ostravicí (Friedland an der Ostrawitza) fort, bis sie wenige Kilometer vor der Grenze zur Slowakei an der Silnice I/35 (Europastraße 442) endet.
Die Gesamtlänge der Straße beträgt knapp 91 Kilometer.